# Vihualpenia
Vihualpenia is een geslacht van vlinders uit de familie mineermotten (Gracillariidae).
Het geslacht telt één soort:
- Vihualpenia lithraeophaga Mundaca, Parra & Vargas, 2013